# بيت شيكما
بيت شيكما (بالعبرية: בֵּית שִׁקְמָה) هي مستوطنة إسرائيلية تقع بالقرب من عسقلان، وتقع ضمن اختصاص المجلس الإقليمي حوف عسقلان. بلغ عدد سكانها حسب الإحصاء العام في عام 2021 نحو 878 نسمة.

## تاريخ
تأسست المستوطنة عام 1950 على يد مهاجرين يهود ولاجئين قادمين من ليبيا والمغرب. بنيت هذه المستوطنة على أراضي قرية الجية العربية الفلسطينية التي احتلتها إسرائيل، سميت بهذا الاسم العبري نسبة إلى أشجار الجميز الكبيرة الموجودة في المنطقة.